# Dinarsko zvonce
Dinarsko zvonce (mosorsko zvonce, lat. Edraianthus dinaricus) je endemska biljka iz porodice Campanulaceae (zvončikovke). Vrstu je prvi opisao A. Kerner 1872., na temelju nalazišta na Mosoru.

## Rasprostranjenost
Raste samo na vršnim dijelovima Mosora, duž njegova glavnoga grebena u pojasu između 1000 i 1300 m nadmorske visine.

## Izgled
Višegodišnja je zeljasta biljka, prilegla busenasta oblika. Listovi su usko linealni, pola centimetra široki. Ovojni listovi su odozgo umjereno dlakavi. Stabljika je niska. Cvjetovi su ljubičaste boje u glavičastim cvatovima, koji su opkoljeni ovojnim listovima. Razmnožava se sjemenom.

## Ekologija vrste
Raste na izloženim i ogoljelim vapnenačkim grebenima. Razvija se pojedinačno ili skupno u pukotinama stijena. Odgovara joj mnogo svjetlosti. Podnosi sušu i velike oscilacije temperature i vlažnosti. 

## Vanjske poveznice
- http://www.filuna.cz/picture/Filunafotky/Mate%E8nice/Mate%E8nice2/Edraianthus%20dinaricus.jpg  Arhivirana inačica izvorne stranice od 29. rujna 2007. (Wayback Machine)  - fotografija dinarskoga zvonca